# Алі Шоджаї
Алі Шоджаї (перс. محمد علی شجاعی, нар. 23 березня 1953) — іранський футболіст, що грав на позиції захисника.
Виступав, зокрема, за клуби «Зоб Ахан» та «Сепахан», а також національну збірну Ірану.

## Клубна кар'єра
У дорослому футболі дебютував 1973 року виступами за команду клубу «Зоб Ахан», в якій провів три сезони. 
1977 року перейшов до клубу «Сепахан», де і згодом завершив професійну кар'єру футболіста.

## Виступи за збірну
1977 року дебютував в офіційних матчах у складі національної збірної Ірану. Протягом кар'єри у національній команді провів 4 матчі.
У складі збірної був учасником чемпіонату світу 1978 року в Аргентині.